# Petrikeresztúr
Petrikeresztúr község, aprófalu Zala vármegye középső részén, a Zalaegerszegi járásban, a Zalai-dombság lankái közt, a Göcsej tájegység területén. A település 179 lakásában 362 ember él, ami alapján a faluban lakóházanként 2,02 fő él. A 877 hektáros területen fekvő Petrikeresztúron a népsűrűség 43,79 fő/km².
A falu két, egymástól jól elkülöníthető részből áll, melyet elválaszt a Cserta folyó és közvetlenül ennek jobb és bal partján rézsűk, mezőgazdasági telkek találhatóak. Az először 1260-ban feljegyzett település fénykorát a huszadik század derekán élte, majd lassanként elérte az aprófalvakra jellemző elöregedés és elvándorlás. Népességének görbéje a múlt század közepéig szinte töretlenül emelkedett, majd fokozatosan csökkenésbe fordult át. A népesség erejét mutatja, hogy a tizennegyedik századból származó templomát az idők során többször átépítették.
Az Országos Kékkör, vagy más néven a Rockenbauer Pál Dél-Dunántúli Kéktúra Petrikeresztúr és Zalatárnok közti 6,5 kilométeres szakasza érinti a falut és annak határában a Patóhegyi borházfalut, mely a település gazdasági életének turisztikai ágazatában jelentős szerepet képvisel.
A településen polgárőrség működik.

## Fekvése
Petrikeresztúr Zala vármegye középső részén fekszik, mintegy 16 kilométernyi távolságra, délnyugatra a megye székhelyétől, Zalaegerszegtől. A település a Zalai-dombság lankái közt fekszik, a Göcsej szívében.
Petrikeresztúrt északkelet felől Ormándlak, északról Gombosszeg, északnyugatról Becsvölgye, nyugatról és délnyugatról Barlahida, délről és délkeletről Zalatárnok, kelet felől Iborfia határolja.

### Vízrajza
A község felszíni vizeit több vízfolyás szállítja el. Ezek közül a legjelentősebb a települést két egymástól jól elkülöníthető részre osztó Cserta folyó, melybe a falu határát nyugatról kirajzoló Kislengyeli-patak a falutól délre torkollik bele, majd kelet felől, majd, mintegy 50 méterrel délebbre a Nagylengyeli-patak folyik a Csertába. A Kislengyeli-patak a Cserta folyó jobb oldali mellékvize, míg a Nagylengyeli-patak a folyó bal oldali mellékvize.

### Közlekedés-földrajzi helyzet
A településen a 7401-es számú alsóbbrendű közút halad keresztül, ez Zalaegerszeget köti össze a 75-ös főúttal, melyet Nova központjától keletre, annak Zágorhida nevű településrészén ér el. A falu belterületén a 7401-es út Kossuth Lajos nevét viseli, ez alkotja a község főútját is egyben.
A községtől déli irányban mintegy 6 kilométernyire található a 75-ös főút. A település helyközi buszjáratokkal közelíthető meg, melynek fedett buszmegállója a Kossuth Lajos utcában található. A települést nem érinti sem helyi érdekű, sem országos vasútvonal. A legközelebbi vasútállomás a megyeszékhelyen, Zalaegerszegen található.
Személygépjárművel haladva, 60 kilométer per órás átlagsebességet figyelembe véve a 16 kilométernyi távolságra fekvő megyeszékhely, Zalaegerszeg mindössze 16-20 perc alatt elérhető a településről.
Lenti 21 kilométeres távolságban, Körmend 43 kilométernyire, Letenye 48 kilométernyire, Keszthely és Nagykanizsa 58 kilométernyire található a falutól.

### Településföldrajz
Petrikeresztúr területe 877 hektár. A falu területe a külterületekkel együtt a legszélesebb pontján kelet-nyugati irányban mintegy 1,5 km széles, míg észak-déli irányban valamivel több, mint 2,5 kilométer hosszan nyúlik el. A település észak-déli irányú főutcája mintegy 1 700 méter hosszú, míg a falu kelet-nyugati szélessége nagyjából 1 kilométer. A falu két egymástól elkülönülő településrészből áll, melyek közül a Csertától nyugatra elterülő részt Győrfiszegnek hívják. Ezen felül még a Patóhegy nevű rész az, amely üdülőövezetként szolgál.

## Geológia
A terület felszínét észak-déli irányú völgyek és velük párhuzamos dombok vonulata alkotja. A térség legrégebbi kőzetei a perm időszak végén keletkeztek, amikor a vidék megsüllyedt. Ezzel egy üledékgyűjtő jött létre, amely a triász idején is fennállt, és amelyben a környék szénhidrogénkészleteinek forrása kialakult. A jura és az alsó kréta során további tengeri üledékek rakódtak a korábbi rétegekre. A vidék kőzeteinek jelentős része harmadidőszaki képződmény: a területet, újbóli süllyedése miatt elöntötte a tenger az eocén korban, majd az oligocén idején szárazfölddé vált. A miocén idején megsüllyedt vidékre vastag sekélytengeri üledéktakaró rakódott, majd a felszín kissé megemelkedett, s kialakultak a dél-zalai olajmező olajcsapdái is. Később a tenger egyre sekélyebbé vált, a víz visszahúzódott és lassanként szárazulat alakult ki. Ezt követően az Ős-Mura és az Ős-Rába hordalékkúpokkal töltötte fel a zalai felszínt. Ezután lassan emelkedni kezdett a terület, amely darabokra tört és fokozatosan elérte a mai kinézetét a felszíni formavilág. Az eljegesedések során alakult ki a Göcsejre jellemző homok-, vályog- és lösztalaj, amely máig jellemző a vidékre.

## Éghajlat
A terület éves csapadékmennyisége meghaladja a 720 millimétert. A legcsapadékosabb hónap a június és a július. A nyár eleji csapadékmaximumot követően ősszel ismét csapadékosabb az időjárás, míg télen hullik a legkevesebb csapadék. A tenyészidőszak alatt átlagosan 450 mm csapadékra lehet számítani. A csapadékos napok száma mintegy 95 körül alakul. Havazásra elsősorban a december-február közti időszakban lehet számítani, januárban van a legnagyobb esélye a havazásnak. Átlagosan 81 a hótakarós napok száma évente. Az éves napfénytartam 1850-1900 óra, amelyből a tenyészidőszakra 1300-1350 óra napsütés jut. A nyári napok száma 64-65, a hőségnapoké kevesebb, mint 14. A január a leghidegebb hónap, ekkor van a legtöbb fagyos nap is. Az első fagyos nap október 15. környékén, míg az utolsó április 25-26. környékén fordulhat elő. A tenyészidőszak 174-175 napos. Az uralkodó szélirány északi, de a déli, délnyugati szél is gyakran előfordul. A völgyek mélyebb elhelyezkedése kedvez a ködképződésnek.

## Története
A falut először 1260-ban említik először Terra de Petur néven. 1338-ban Petry, 1435-ben Felseupetri és Alsópetri néven említik, 1442-ben Kereztwr néven szerepel, 1497-ben azonban már Petthry Kereztwr néven nevezik. A Petrikeresztúr előtagja a Petri a latin Petrus személynévből eredő Péter i képzős származéka, melyből magánhangzó-kieséssel Petri lett. Egykoron Keresztúr önálló község volt.
A falu 1438-ban még Zala vármegyéhez tartozott, majd 1484-ben Vas vármegye részévé vált. Ekkor a Nagykapornaki járásban volt.
1513-ban Czupi Albertnek, Vasperi Jánosnak és Szegi Péter özvegyének egy-egy adózó jobbágy portája volt itt. A falutól délkeletre feküdt Csőszi, Győrfiszeg és Pató, valamint Vasszeg település.
1777-ben a faluhoz tartozó Vasszeg, Szamárszeg, Gombosszeg, Győrfiszeg és Tekints településrészeken összesen 70 ház állt.
1778-ban 353 lakosából 263 fő volt katolikus (conf. capax), 84 fő volt conf. incapax, illetve református 6 fő volt. Ekkor Tekénts, Zamárszegh, Gombosszeg, Vasszegh, Győrffyszegh dűlők tartoztak hozzá. Temploma 300 fő befogadására volt alkalmas, ám romos állapotú volt. A falutól a plébános természetbeni juttatásként rozst, búzát és tűzifát kapott. A falu iskolájának tanítója Milejszegen is oktatta a diákokat. Petrikeresztúrtól 15 kocsi tűzifát, terményben pedig búzát és rozsot kapott. Negyedévenként 18 krajcárt, azaz éves lebontásban évi 72 krajcárt, havi bontásban 6 krajcárt kapott, valamint telente még 1 kocsi tűzifát adtak neki a diákok tanításáért.
1785-ben 107 lakóház állt a településen. 1790-ben öt kétségtelen nemest írtak össze a településen, ők a következők voltak: Becsvölgyei Móricz, Lochuh, Pas, vagy Passzegi, Patai, Patoy, vagy Patói.
1811. október vége és 1818 között itt élt Pálóczi Horváth Ádám költő, író, hagyománygyűjtő, aki 1814-ben közelben lakó nemesi családok nőtagjaiból megalapította a Göcseji Helikont. A Göcseji Helikon tagjai voltak Kazinczy Klára, muzsalyi Dóczy Terézia (1776–1842) asszony, valamint Tuboly László (1756-1828) főszolgabíró és boldogfai Farkas Erzsébet (1761-1800) két hajadon leánya, tubolyszeghi Tuboly Erzsébet (1793–1819) és tubolyszeghi Tuboly Rozália (1791–1872). Pálóczi itt állította össze Ötödfélszáz énekek című gyűjteményének végső formáját.
1828-ban 21 háza és 169 római katolikus vallású lakosa volt. Egyháza Milej leányegyháza volt. 1829-ben 7 nemest számoltak össze, ebből öt kétségtelen nemes volt, ketten azonban kétséges nemesek voltak. Az öt kétségtelen nemes a következő: Lochuh, Pais, Patai, Patói, Simon, míg Boros és Zsupponits viszont kétséges nemesek voltak.
1833-ban szántóföldek, erdőségek, szőlőterületek és juhtenyésztés biztosította a helyiek megélhetését. A fő utcán a Dőry nemesi kúria állt ekkoriban. 1836-ban 187 katolikus és 4 zsidó vallású lakosa volt. 1845-ben 17 kétségtelen nemes élt a településen, ők a következők: Gombos István, Gombos László, Horváth Lajos, Móritz Ferenc, Pais István, Pais Péter, Patai György, Patai György, Patai István, Patai János, Patai János, Patói Ferenc, Patói József, Patói László, Simon Ferenc, Simon János, Simon János.
1851-ben 180 katolikus lakosa volt. 1869-ben 39 lakóház állt a faluban, 1880-ban már 45 lakóház volt, míg 1890-ben már 54 darab lakóház állt. A falu főutcáját 1892-ben kövezték le.
1895-ben a falu 1188 kataszteri hold (683,694 hektár, azaz 6,83 négyzetkilométeres) területéből 389 kat. hold (223,86 hektár) volt szántó, 63 kat. hold (36,25 hektár) volt kert, 152 kat. hold (87,47 hektár) volt rét, 49 kat. hold (28,19 hektár) volt szőlő, 294 kat. hold (169,19 hektár) volt legelő, 197 kat. hold (113,37 hektár) volt erdő és 33 kat. hold (18,99 hektár) volt terméketlen terület. A forrásban megjelölt adatok nem számolnak el 11 kat. holdnyi, azaz 6,33 hektárnyi földterülettel.

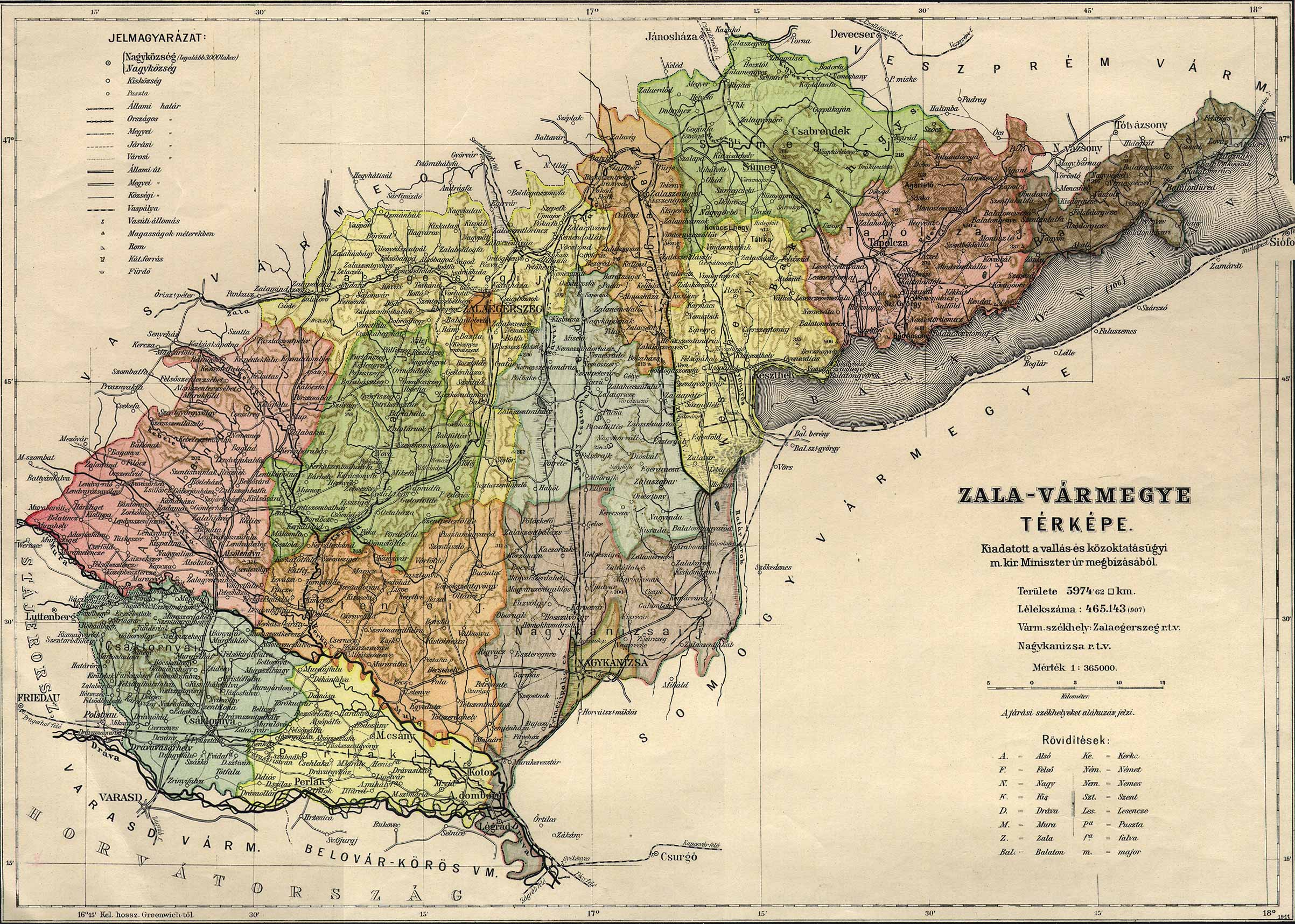
Zala vármegye térképe 1910-ből

1900-ban téglaépület beton alapon, vagy téglaépület kő alapon 2 darab volt, téglaépület beton alapon, vagy téglaépület sár alapon 1 darab volt, vályogház sár alapon 49 darab volt, egyéb épület 16 darab volt. Tető anyagát tekintve cserép, pala, bádog fedéssel 6 darab, zsindely, vagy deszka fedéssel 3 darab volt, nád, vagy zsúp fedeles 59 darab volt, összesen 68 épület. A háziipar az 1900-as évek elején még jellemző volt a falura, melynek termékeit elsősorban saját felhasználásra gyártották. 1900 körül még leginkább a lótenyésztés jellemezte a falu állattartási szokásait, amely az 1950-es évekre inkább átváltott a szarvasmarha tenyésztésre.
1910-ben a falu lakói közül 417 fő őstermelő volt, 32-en a bányászatban helyezkedtek el, hét főnek pedig más foglalkozása volt. Ugyanebben az évben már 77 darab lakóház állt a faluban.
1914-ben a falu 1167 kataszteri hold (671,6085 hektár, azaz 6,71 négyzetkilométeres) területéből 640 kat. hold (368,32 hektár) volt szántó, 46 kat. hold (26,47 hektár) volt kert, 163 kat. hold (93,8 hektár) volt rét, 36 kat. hold (20,71 hektár) volt szőlő, 171 kat. hold (98,41 hektár) volt legelő, 77 kat. hold (44,31 hektár) volt erdő és 34 kat. hold (19,56 hektár) volt terméketlen terület.
Petrikeresztúr 1922-ig a nagylengyeli anyakönyvi kerülethez tartozott, 1922-ben önálló anyakönyvi kerületté vált. 
A falu 1925-ben a Novai járáshoz tartozott. Az 1925-ös Közigazgatási Útmutató munkalapja alapján 1925-ben egy darab kocsma, egy elemi népiskola, két szatócsüzlet, egy cipész, három bognár, két asztalos, két kovács és egy takács volt a községben. 1920-ban és 1930-ban egyaránt 78 darab lakóházat számoltak össze a felmérések során.
1930-ban falazat szerint téglaépület beton alapon, vagy téglaépület kő alapon 9 darab volt, téglaépület sár alapon, vagy téglaépület sár alapon 1, vályog sár alapon 60 darab, egyéb 7 darab volt. Tető anyagát tekintve cserép, pala, bádog fedéssel 60 darab, nád, vagy zsúp fedeles 18 darab volt, összesen 78 épület. 1930-ban a település külterületén 23 fő élt, ebből kereső és őstermelő összesen 12 fő volt, mezőgazdasági kereső 4 fő volt, 0-10 kataszteri hold közti területtel rendelkező 4 fő, cseléd 4 fő volt, munkás 1 fő volt.
1930-ban a falu 1167 kataszteri hold (671,6085 hektár, azaz 6,71 négyzetkilométeres) területéből 638 kat. hold (367,16 hektár) volt szántó, 46 kat. hold (26,47 hektár) volt kert, 169 kat. hold (97,25 hektár) volt rét, 36 kat. hold (20,71 hektár) volt szőlő, 160 kat. hold (92,08 hektár) volt legelő, 86 kat. hold (49,49 hektár) volt erdő és 30 kat. hold (17,26 hektár) volt terméketlen terület. A forrásként megjelölt adatsor nem számol el 2 kat. hold, azaz 1,15 hektárnyi földterülettel.
1935-ben összesen 259 gazdaság volt a faluban. 1941-ben 108 darab lakóház volt megtalálható a faluban, amely 1949-re 166 darabra emelkedett. 1948. augusztus elsején Petrikeresztúr kisközség ma ismert nevén egyesült Győrfiszeg kisközséggel. 1948-ban a helyi elemi iskola első négy osztályába 91 tanuló, ötödik és hetedik osztályába összesen 40 diák, nyolcadik évfolyamára 5 diák járt, összesen 136 hallgató, akiket két tanító képzett kettő tanteremben. A faluban 1949-ben 806 fő élt, összesen 166 lakóházban.
A falu népviselete az 1930-as évekig a hosszú vászon nadrág széles szárral volt.
1949-ben a falu lakói közül 609 fő őstermelő volt, 159-en a bányászatban helyezkedtek el, 38 főnek pedig más foglalkozása volt. A településnek már 1950-ben is volt autóbusz-összeköttetése a környező városokkal. 1960-ban Lenti, Nagykanizsa és Zalaegerszeg irányában lehetett autóbusz-közlekedést igénybe venni.
1960-ban falazat szerint téglaépület beton alapon, vagy téglaépület kő alapon 78 darab volt, téglaépület sár alapon, vagy téglaépület sár alapon 5, vályog sár alapon 93 darab, egyéb 8 darab volt. Tető anyagát tekintve cserép, pala, bádog fedéssel 179 darab, nád, vagy zsúp fedeles 3 darab volt, egyéb 2 darab volt, összesen 184 épület.
1960-ban adóügyileg a községhez tartozott Gombosszeg, Iborfia és Lickóvadamos. A falu 1960-ban a csonkahegyháti földműves termelőszövetkezethez tartozott. A körzeti orvos Nagylengyelben rendelt ekkoriban.
1960-ban a falu lakói közül 376 fő őstermelő volt, 123-on a bányászatban helyezkedtek el, 32 főnek pedig más foglalkozása volt. 1962-ben a falu Csőszihegy és Patóhegy elnevezésű külterületi lakott részein összesen 6 fő lakott 4 lakóházban. 1962-ben a faluban már 24 darab közvilágítást szolgáló lámpatest volt elhelyezve. Ásott közkút ekkoriban 4 darab volt a falu belterületi részén. 1962-ben a település 1524 kataszteri hold területen, azaz 877, 06 hektáron, vagyis 8,77 négyzetkilométeres területen terült el. 1962-ben 767 fő élt a faluban és összesen 184 lakóház volt a településen. A hatvanas években a szülésznő Gellénházáról járt át a faluba a szüléseket levezetni.
Napjainkban a település körjegyzőséget alkot Gellénházával, melynek ez utóbbi alkotja központját.
A településen elérhető a Telekom és a Telenor széles sávú mobilinternet hálózata, valamint a Vodafone 3G hálózata.
Mivel sem oktatási intézmény, sem óvoda, sem pedig orvosi rendelő nincs a településen, ezért falubusz viszi a lakosokat Nagylengyelre a körzeti orvoshoz és Zalaegerszegre kórházba, valamint Gellénházára iskolába.

## Politikai élete
Az 1998-as önkormányzati választáson 360 fő szerepelt a névjegyzékben, ebből 231 fő (a választók 64,17%-a) adta le szavazatát, melyből mindössze három bizonyult érvénytelennek, így 228 érvényes szavazat döntött. A polgármesteri székért öt független jelölt indult. Idősebb Pais Béla független jelölt 106 szavazatot (46,49%) kapott, Németh János 42 szavazatot (18,42%), Bátorfi Lászlóné 41 szavazatot (17,98%), Vörös Istvánné 29 szavazatot (12,72%), Varga Miklós 10 szavazatot (4,39%) kapott. Az egyéni listán kilenc független jelölt indult, akik közül Gérczei Mónika 156, Horváth János 155, Horváth Kálmán 136, Vörös Istvánné 119, Jordán János 95 szavazattal lett képviselő. Szabó József független jelölt 85, Marton Károly 74, Varga Miklós 57, Péntek Elek pedig 34 szavazatot kapott, utóbbiak így nem jutottak be a képviselő-testületbe.
A 2002-es önkormányzati választáson 363 fő szerepelt a névjegyzékben, ebből 217 fő (a választók 59,78%-a) adta le szavazatát, melyből mindössze kettő bizonyult érvénytelennek, így 215 érvényes szavazat döntött. A polgármesteri székért két független jelölt indult: idősebb Pais Béla független jelölt 134 szavazatot (62,33%) kapott, Németh János 81 szavazatot (37,67%) kapott. Az egyéni listán nyolc független jelölt indult, akik közül Németh Elekné 167, Szakál Béláné 149, Szilágyi László 142, Varga Imréné 122, Jordán Lajos 110 szavazattal lett képviselő. Idősebb Ács Ferenc független jelölt 96, Kottingerné Friedrich Zsuzsanna 41, Nagyné Karbély Valéria pedig 34 szavazatot kapott, ők hárman ezért nem jutottak be az ötfős képviselő-testületbe.
A 2006-os magyarországi önkormányzati választáson öt fő független jelölt indult a település polgármesteri címéért. A jelöltek a következők voltak, zárójelben a jelölt által begyűjtött szavazatok darabszáma, illetve aránya: Gérczei Mónika (106 db, 44,73%), Sándorfiné Ambrózy Emőke (53 db, 22,36%), Szilágyi Lászlóné (41 db, 17,30%), ifjabb Takó László (19 db, 8,02%), Vörös Istvánné (18 db, 7,59%). A polgármester Gérczei Mónika független jelölt lett. A polgármester-választáson a névjegyzékben 354 fő szerepelt. A névjegyzékben szereplők közül 237 fő adta le érvényesen a voksát, azaz 66,95 százalékos volt a részvételi arány. A képviselői helyekért tizenegy független jelölt indult: idősebb Ács Ferenc (119 db szavazat), Bátorfi Lászlóné (139 db szavazat), Gérczei Mónika (126 szavazat), Horváth Kálmán (77 szavazat), Kerkainé Domján Csilla Piroska (79 szavazat), Meiszter János (93 szavazat), Nagy Erzsébet (77 szavazat), Ifjabb Takó László (54 szavazat), Varga Imréné (83 szavazat), Varga Miklós (17 szavazat), Vörös Istvánné (74 szavazat). Közülük képviselő lett a 2006-2010 közötti ciklusban: idősebb Ács Ferenc, Bátorfi Lászlóné, Kerkainé Domján Csilla Piroska, Meiszter János és Varga Imréné.
A 2010-es önkormányzati választáson 324 fő szerepelt a névjegyzékben, ebből 207 fő (a választók 63,89%-a) adta le szavazatát, melyből mindössze egy bizonyult érvénytelennek, így 206 érvényes szavazat döntött. Gérzei Mónika független jelölt 159 szavazatot (77,18%) kapott, míg Ambrózy Emőke 47 szavazatot (22,82%) kapott. Az egyéni listán öt független jelölt indult, akik közül Ács Ferenc 119, Béres Norbert 176, Kerkainé Domján Csilla Piroska 132, míg Meiszter János 141 szavazattal lett képviselő. Csóka Tibor független jelölt 76 szavazatot kapott, amellyel nem jutott be a képviselő testületbe.
A 2014-es önkormányzati választáson 329 fő szerepelt a névjegyzékben, ebből 237 fő adta le szavazatát, melyből mindössze kettő bizonyult érvénytelennek, így 235 érvényes szavazat döntött. Borvári Lili független jelölt 126 szavazatot (53,62%) kapott, míg Gérczei Mónika 109 szavazatot (46,38%) kapott. Az egyéni listán négy független jelölt indult, akik közül Horváth Richárd 187, Vargáné Varga Mária és Béres Norbert egyaránt 181, míg Pálfi Tibor 188 szavazatot kaptak.
A 2016. október másodikán tartott népszavazáson a választók 60,7 százaléka adta le szavazatát a településen, amelyből 93,43% a Nem lehetőséget választotta, 2,53% az Igen lehetőségre voksolt. A leadott szavazatok 4,04 százaléka érvénytelen szavazat volt.
A 2019-es magyarországi önkormányzati választáson a településen 314 választópolgár adhatta le voksát. A település egyetlen polgármesterjelöltje a függetlenként induló Borvári Lili volt. Az egyéni listás jelöltek: Bátorfi Tamás, Kálmán László, Pálfi Tibor és Török Szabolcs Márk voltak. Mindegyik jelölt függetlenként indult.

### Polgármesterei
- 1990–1994: Pais Béla (független)[36]
- 1994–1998: Németh János (független)[37]
- 1998–2002: Id. Pais Béla (független)[25]
- 2002–2006: Id. Pais Béla (független)[27]
- 2006–2010: Gérczei Mónika (független)[29]
- 2010–2014: Gérczei Mónika (független)[38]
- 2014–2019: Borvári Lili (független)[39]
- 2019–2024: Borvári Lili (független)[40]
- 2024– : Borvári Lili (független)[1]

## Népessége
A település lélekszámának alakulása jobbra látható. Az adatokat némileg módosíthatják azon közigazgatási események, amelyek során hozzácsatoltak környező szereket, kistelepüléseket, vagy épp elcsatolták a községtől ezeket. Bár 1901 és 1910 között összesen 108 születés volt a faluban, azonban a falu lélekszáma csupán 83 fővel emelkedett, ami arra enged következtetni, hogy ezen időszak alatt 25 fő elhagyta a települést. 1911 és 1920 között az esethely szerinti adatok alapján 152 élve születés, 83 halálozás és 44 házasságkötés történt. 1921 és 1930 közt az esethely szerinti adatok alapján 192 élve születés, 85 halálozás és 35 házasságkötés volt a faluban. 1931 és 1940 között az esethely szerinti adatok alapján 156-an születtek, 61 fő hunyt el és 36 házasságkötés volt. 1941 és 1950 között a lakóhely szerinti adatok alapján 157 élve születés, 69 halálozás és 50 házasságkötés történt a faluban. Az 1951 és 1960 közti időszakban 161 fő született, 77-en hunytak el és 69 házasságkötés történt.
A falu lakossága 1949-ben érte el csúcspontját, amikor is 806 fő élt a településen, amely összevetve napjaink 365 fős lélekszámával, bizony 441 fővel kevesebb ma, mint közel 70 évvel ezelőtt. Napjainkban a falu lakossága nagyjából ugyanannyi, mint, amennyi a századforduló környékén 1900-ban volt.
Anyanyelvét tekintve a falu lakosságát szinte kivétel nélkül magyar ajkúak lakták, kivéve 1880-ban, amikor is két fő német ajkú lakosa volt a falunak, illetve 1890-ben volt 1 fő más, meg nem nevezett anyanyelvű lakos, valamint 1910-ben 1 fő német ajkú lakosa volt. Ugyanakkor a lakosságszámban eltérés mutatkozik, mivel 1890-re 277 főt írnak a nemzetiségi felmérés adatsorai, míg a lakónépesség csak 271 főt számlál. Az eltérés oka egyelőre ismeretlen.
A 2011-es népszámlálás idején a nemzetiségi megoszlás a következő volt: magyar 98,5%, román 0,9%. A lakosok 72,5%-a római katolikusnak, 2,25% reformátusnak, 0,8% evangélikusnak, 5,9% felekezeten kívülinek vallotta magát (16,3% nem nyilatkozott).
2022-ben a lakosság 94%-a vallotta magát magyarnak, 1,2% németnek, 0,6% szerbnek, 0,3% lengyelnek, 0,3% románnak, 0,3% ukránnak, 2,7% egyéb, nem hazai nemzetiségűnek (5,1% nem nyilatkozott; a kettős identitások miatt a végösszeg nagyobb lehet 100%-nál). Vallásuk szerint 56,3% volt római katolikus, 1,5% református, 0,9% evangélikus, 0,6% görög katolikus, 0,6% egyéb keresztény, 3% egyéb katolikus, 8,6% felekezeten kívüli (28,3% nem válaszolt).
| Lakosok száma | 370  | 358  | 365  | 340  | 336  | 339  | 335  |
|               | 2013 | 2014 | 2015 | 2021 | 2022 | 2023 | 2024 |

## A település címere

Petrikeresztúr címere

Petrikeresztúr címere álló, kék színű egyszerű címer, egyetlen mezővel rendelkező reneszánsz pajzs, melynek közepén a pajzstalpból kinövő ezüst kereszt, felette lebegő arany színű P betű áll.
Címerképeit a címer alsó négy ötödét elfoglaló kereszt, mint tárgy, illetve a mellette kétoldalt elhelyezkedő természetes címerképek; a búzakalász és a tölgyfalevél alkotják. Mesterséges címerábrája a kereszt felett elhelyezkedő P betű. A címer alsó részében heraldikai szemszögből nézve jobboldalt lenn a pajzstalpnál lebegő fekete kontúrvonalakkal körülvett arany színű tölgyfalevél, baloldalt lenn a pajzstalpnál lebegő fekete kontúrvonalak által kirajzolt arany színű búzakalász látható.
A címerben szereplő arany színű, fekete kontúrvonallal körülhatárolt P betű a falu kezdőbetűjére történő utalás. A címer tölgyfalevél jelképe a konkrét jelentésén túl a megújulást és a termékenységet is szimbolizálja, míg a kalász a mezőgazdasági tevékenységre való utaláson túl ősi gazdagság és termékenységszimbólum.

## Nevezetességei
A falu katolikus templomának titulusa: Szent Kereszt felmagasztalása. A templomot 1748-ban szentelték fel. A falu első templomát a 14. században építették gótikus stílusban. Ezt az épületet, azonban az évszázadok során teljesen átépítették. Az épület kontyolt nyeregtetős kialakítású tetőszerkezetét cseréptető borítja. A templom külső részén párkány fut végig. Alaprajza összetett alapú, tájolása keleti irányú. Szentélye sokszög záródású, homlokzata előtt fémlemez fedésű gúlasisak torony áll. A templom nyugati főhomlokzata előtt álló tornyot két támpillér támasztja meg, melyek között íves kapu helyezkedik el, melynek ívbélése üvegezett. A kapu felett a párkány alatt körablak figyelhető meg a torony törzsébe vájva.

## Gazdasága
Gazdaságtörténetét elsősorban a mezőgazdasági ágazatról szóló adatok képezik. Az állattartás jelentős szerepet töltött be a település életében az elmúlt évszázadok során. Az állatállomány alakulását mutatja be a következő táblázat:
| Év   | Szarvasmarha | Változás  | Tehén | Változás  | Ló | Változás  | Sertés | Változás  | Juh | Változás  | Baromfi | Változás  | Méhcsaládok | Változás  |
| ---- | ------------ | --------- | ----- | --------- | -- | --------- | ------ | --------- | --- | --------- | ------- | --------- | ----------- | --------- |
| 1895 | 276          | -         | 108   | -         | 96 | -         | 364    | -         | -   | -         | 1171    | -         | 10          | -         |
| 1911 | 373          | Növekedés | 164   | Növekedés | 78 | Csökkenés | 318    | Csökkenés | 1   | Növekedés | 0       | Csökkenés | 0           | Csökkenés |
| 1935 | 335          | Csökkenés | 169   | Növekedés | 56 | Csökkenés | 359    | Növekedés | 0   | Csökkenés | 1481    | Növekedés | 81          | Növekedés |
| 1942 | 407          | Növekedés | 162   | Csökkenés | 71 | Növekedés | 338    | Csökkenés | 3   | Növekedés | 0       | Csökkenés | 0           | Csökkenés |
| 1962 | 350          | Csökkenés | 185   | Növekedés | 42 | Csökkenés | 425    | Növekedés | 0   | Csökkenés | 0       | Állandó   | 0           | Állandó   |
| 1966 | 419          | Növekedés | 181   | Csökkenés | 35 | Csökkenés | 341    | Csökkenés | 0   | Állandó   | 4167    | Növekedés | 51          | Növekedés |

Libából 1935-ben 143 darab volt, míg 1966-ban 135 darabra csökkent állománya, kacsából 1935-ben 14 darab volt, míg 1966-ban 27 darab volt, míg pulykából 1935-ben 1 darab volt, 1966-ban pedig összesen 2 darab.
Napjainkban a faluban működik a Keresztúri Kamra elnevezésű termelői közösség. A település híreiről a Keresztúri hírek számol be 2009 januárja óta.
A település idegenforgalmát az itt elhaladó Országos Kékkör, vagy más elnevezéssel a Rockenbauer Pál Dél-Dunántúli emléktúra szakasza alapozza meg. A falu délkeleti határában található a Patóhegyi borházfalú, ahol egész évben több vendégházban biztosítanak szálláshelyeket az ide látogató vendégek számára.
A faluba heti rendszerességgel szállít palackozott gázt a Prímaenergia Zrt. gázfutár szolgálata.
A falu határában a Nagylengyeli Olajbányász Vadásztársaság jogosult vadászatokat szervezni.
Petrikeresztúr a Baki erdőtervezési körzethez tartozik, határának azonban csak főleg a külterület déli részét képezik erdőtagok, erdőrészletek, melyek helyi, vagy országos védelmet nem élveznek, valamint tűzveszélyességi szempontból a kismértékben tűzveszélyes kategóriába tartoznak.